# Paragryllodes borgerti
Paragryllodes borgerti är en insektsart som beskrevs av Heinrich Hugo Karny 1909. Paragryllodes borgerti ingår i släktet Paragryllodes och familjen syrsor. Inga underarter finns listade i Catalogue of Life.